# 枝幸港
枝幸港（えさしこう）は、北海道枝幸郡枝幸町にある港湾。港湾管理者は枝幸町。港湾法上の「地方港湾」に指定されている。宗谷総合振興局の東南部に位置し、オホーツク海に面している。

## 港湾施設
- 本港地区
- 本港新港地区

## 沿革

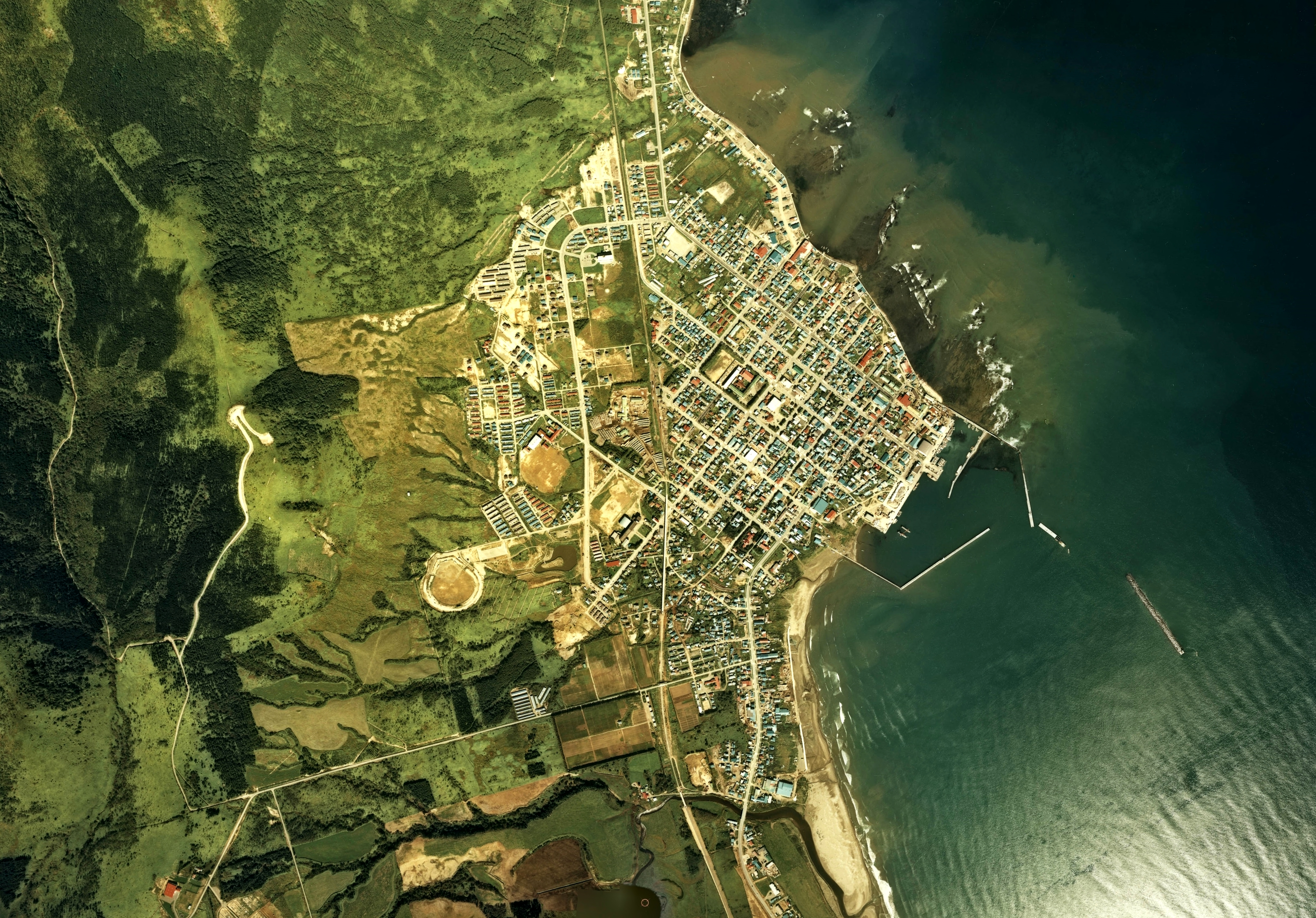
枝幸町中心部の空中写真（1977年（昭和52年）撮影の3枚を合成作成）。。

枝幸港は江戸時代の貞享年間に松前藩が直領による漁場を開いたことによって始まっており、明治中期には一大水産基地として発展した。
- 1933年（昭和08年）：「第2期拓殖計画」の一環として東船入澗工事着手。
- 1953年（昭和28年）：枝幸町が港湾管理者となる。
- 1954年（昭和29年）：「地方港湾」指定。
- 1956年（昭和31年）：公有水面埋立法による「乙号港湾」指定。
- 1964年（昭和39年）：「港湾隣接地域」指定。
- 1972年（昭和47年）：「臨港地域」指定。
- 1990年（平成02年）：商港区供用開始[2]。
- 2003年（平成15年）：新港本港地区小型船溜り供用開始[3]。
- 2004年（平成16年）：東浜船揚場供用開始[2]。
- 2006年（平成18年）：枝幸町と歌登町が合併し、新・枝幸町となる。
- 2012年（平成24年）：枝幸町水産物保持・加工処理施設完成。